# RAW (Magazin)
RAW war ein Comicmagazin auf dem Gebiet der Underground-, Independent- und alternativen Comics und wurde von 1980 bis 1991 von Art Spiegelman und Françoise Mouly in Anthologie-Form herausgegeben. Eine der bekanntesten Arbeiten aus RAW war Spiegelmans 1992 mit einem Pulitzer-Preis ausgezeichnete Graphic Novel Maus.

## Geschichte
Art Spiegelman und seine Frau Françoise Mouly entwickelten nach einer Europareise die Idee zu einem Comicmagazin, in dem Arbeiten abseits der den Markt beherrschenden Superheldencomics veröffentlicht werden sollten. Anders als viele Fanzines versuchte RAW, die Arbeiten als Teil einer globalen Comic-Kultur darzustellen, die sich deutlich mit einer neuen Bildsprache von anderen Medien abhebt.
Das Magazin mit dem Untertitel The Graphix Magazine sollte sich auch optisch von den üblichen Comic-Publikationen abheben und erschien in einem bei Lifestyle-Magazinen üblichen Überformat auf glänzendem Papier. Die kreative Gestaltung des Magazins war ebenso wichtig wie der Inhalt. Manche Ausgaben enthielten Sammelkarten, Flexidiscs oder andere Zugaben, andere hatten herausgerissene Ecken und entstellte Titel. In kleinformatigen Beilagen wurden die Kapitel von Maus herausgegeben. Die ersten acht Ausgaben von RAW erschienen im Eigenverlag von Spiegelman und Mouly. Die erste Ausgabe wurde im Juli 1980 mit 5000 Exemplaren herausgegeben, die achte und letzte erreichte 1988 eine Auflage von 20000 Exemplaren, wovon etwa 20 Prozent in Europa verkauft wurden. Ab 1989 wurden drei neue Ausgaben als Volume 2 von Penguin Books im Taschenbuchformat mit jeweils über 200 Seiten veröffentlicht.
Das Magazin wurde nicht mehr neu aufgelegt, aber Teile des RAW bereits veröffentlichten Materials fanden sich später in anderen gedruckten Sammlungen wieder. Read Yourself RAW (Pantheon Books, 1987) war ein gekürzter Nachdruck der ersten drei Nummern.
Einige der bekannteren Mitarbeiter und (nachgedruckten) Autoren von RAW waren:
| - Lynda Barry (* 1956) - Bazooka - Mark Beyer (* 1950) - Tomas Bunk (* 1945) - Charles Burns (* 1955) - Sue Coe (* 1951) - Robert Crumb (* 1943) - Kim Deitch (* 1944) - Julie Doucet (* 1965) - Pascal Doury (1956–2001) - Heinz Emigholz (* 1948) - Drew Friedman (* 1958) - Rick Geary (* 1946) - Justin Green (* 1945) | - Bill Griffith (* 1944) - Fletcher Hanks (1887–1976) - Kamagurka (* 1956) - Ben Katchor (* 1951) - Kaz (* 1959) - Krystine Kryttre (* 1958) - Jacques de Loustal (* 1956) - Francis Masse (* 1948) - Richard McGuire (* 1957) - Lorenzo Mattotti (* 1954) - Ever Meulen (* 1946) - Alan Moore (1953) - Jerry Moriatry (* 1938) - Françoise Mouly (* 1955) | - José Antonio Muñoz (* 1942) - Mark Newgarden (* 1959) - Gary Panter (* 1950) - Kiki Picasso (* 1956) - Chéri Samba (* 1956) - Herr Seele (* 1959) - Art Spiegelman (* 1948) - Suehiro Maruo (* 1956) - Robert Sikoryak (* 1964) - Edward Sorel (1929) - Joost Swarte (* 1947) - Jacques Tardi (* 1946) - Yoshiharu Tsuge (* 1937) - Chris Ware (* 1967) |

## RAW One Shotsund andere RAW Publikationen (Auswahl)
- Mark Beyer: Agony, A RAW Book, RAW/Pantheon, New York, 1987. (ISBN 9780394754420)
- Charles Burns: Big Baby. Curse of the Moleman, RAW One Shot, Nr. 5, RAW Books and Graphics, New York, 1988. (ISBN 9780915043033)
- Charles Burn: Hard-Boiled Defective Stories, A RAW Book, RAW/Pantheon, New York, 1988. (ISBN 9780394754413)
- Sue Coe (Grafik) u. Holly Metz (Text): How to Commit Suicide in SouthAfrica, RAW One Shot, Nr. 2, RAW Books and Graphics, New York, 1983 (ISBN 9780394620244)
- Sue Coe: X, RAW One Shot, Nr. 6, RAW Books and Graphics, New York, 1986. (ISBN 9780915043064)
- Ben Katchor: Cheap Novelties. The Pleasures of Urban Decay, A RAW One Shot, Penguin Books, 1991. (ISBN 9780140159974)
- Richard McGuire: Here [36 Panels, 8 Seiten], in: RAW, Bd. 2, Nr. 1, Penguin Books, 1989. (ISBN 9780140122657)
- Jack Moriarty: Jack Survives, RAW One Shot, Nr. 3, RAW Books and Graphics, New York, 1984. (ISBN 9780915043002)
- Gary Panter: Jimbo, RAW One Shot, Nr. 1, RAW Books and Graphics, New York, 1982. (ISBN 1560975725)
- Gary Panter: Invasion of the Elvis Zombies, RAW One Shot, Nr. 4, RAW Books and Graphics, New York, 1984. (ISBN 0915043017)
- Gary Panter: Jimbo. Adventures in Paradies, A RAW/Pantheon Book, RAW/Pantheon, New York, 1988. (ISBN 9780394756394)
- Art Spiegelman: Maus, A Survivor's Tale, Bd. 1: My Father Bleeds History, Pantheon Books, New York, 1986 (die ersten sechs Maus Kapitel, urspr. in: RAW, von Bd. 1, Nr. 2: Kapitel 1, The Sheik, bis Bd. 1, Nr. 7, Kapitel 6, Mauschwitz, New York, 1980–1985). (ISBN 9780808598534)
- Art Spiegelman: Maus, Bd. 2: And Here My Troubles Began, Pantheon Books, New York, 1991. (ISBN 0394556550)
- Yoshiharu Tsuge: Red Flowers, in: RAW, Bd. 1, Nr. 7 (eingebundenes Heft, 12 Seiten), RAW Books and Graphics, New York, 1985.

## Françoise Moulys Publikationen vor RAW (Auswahl)
Streets of Soho; map and guide,
- ab 1978, die erste Ausgabe als A Crass Publication, New York, 1977. Die folgenden Ausgaben wurden von RAW Books and Graphics produziert (bis 1990).

Die mailbooks
- Mark Beyer: Manhattan, Dezember, 1978.
- Pascal Doury: 1-2-3-4-5-6-7, 1979.
- Heinz Emigholz: The Basis of Make-Up, Februar, 1979.
- Heinz Emigholz: The Chinese Landscape, Oktober, 1979.
- French Postcard, (klassische erotische Fotografie), Feb., 1979.
- Françoise Mouly: Caran d'Arche, Oktober, 1978.
- Bruno Richard: French Postcard, Nr. 2, 1979.
- Art Spiegelman: Every Day Has Its Dogs, März, 1979.

Sonstiges:
- Bill Griffith: Zippy-Scope, April, 1979.
- Art Spiegelman: Work and Turn, RAW BOOKS, New York, März, 1979.